# The Dam Busters
The Dam Busters is een Britse oorlogsfilm uit 1955 onder regie van Michael Anderson. De film vertelt het waargebeurde verhaal van Operatie Chastise.

## Verhaal
Tijdens de Tweede Wereldoorlog trachten de Britten de Duitse wapenindustrie een zware klap toe te brengen. Ze willen een bom gooien op de dammen in het Ruhrgebied, die de Duitse wapenfabrieken voorzien van water en elektriciteit. Voor het uitvoeren van die opdracht wordt ook een speciaal eskadron opgeleid.

## Rolverdeling
| Acteur            | Personage         |
| ----------------- | ----------------- |
| Michael Redgrave  | Barnes Wallis     |
| Richard Todd      | Guy Gibson        |
| Ursula Jeans      | Mrs. Wallis       |
| Charles Carson    | Arts              |
| Stanley Van Beers | Sir Pye           |
| Colin Tapley      | Dr. Glanville     |
| Patrick Barr      | Mutt Summers      |
| Basil Sydney      | Sir Arthur Harris |
| Ernest Clark      | Ralph Cochrane    |
| Derek Farr        | John Whitworth    |
| Laurence Naismith | Boer              |
| Robert Shaw       | John Pulford      |